# Клод Гарамонд
Клод Гарамонд (фр. Claude Garamond; Париз, француска 1510- Париз1561), био је француски типограф и издавач.

## Биографија
Клод Гарамонд (1510-1561), био је француски типограф и издавач. Радио је као гравер пунци, први је држао комплетну словоливницу. Радио је на такозваном старинском серифном дизајну што је произвело слова са релативно органском структуром која подсећа на рукопис писан оловком, али са мало више уређеном структуром и модернијим дизајном. Сматран је за једног од водећих типографа свих времена, и дан данас препознатљив по елеганцији његових ликова слова.Многи старински серифни ликови слова се колективно зову Гарамонд, по овом дизајнеру.
Његова каријера је допринела одређивању будућности комерцијалне штампарије као и оснивању индустрије штампања књига.
Клод је велики део свог живота провео углавном у великом незадовољству. То је веома необично за данашње време јер он важи за веома познатог и утицајног појединца у типографској историји. Толико је био добар у томе што је радио да је добио краљевску поруџбину од француског двора да направи серију типографских писама. 
Гарамонд је један од појединих који је ливење слова направио као посебан посао, такође су његове радове користили најбољи штампари Француске 16. века. Био је најважнији дизајнер писма и гравер пунци у то време, али никада се није задовољавао тиме, једноставно му није било довољно, увек је желео више.
Његов успех и рад га је довео до веома високе позиције и у веома близак контакт са тада најугледнијим и најбогатијим покровитељима француске уметности књиге.
Међутим, био је веома незадовољан и поред тога, све више је постајао разочаран због својих скромних прилика и зараде.
У уводу за књигу на којој је сарађивао жали се да његов рад “гради гнездо издавача и доноси мед у његову кошницу.”

## Зачетник типографског писма
Гарамонд је био најтраженији дизајнер писма у том времену, можда и целе ренесансе.
Клод је доста учинио на увођењу антикве у француску типографију, то је била замена за дотада уобичајену готику. Он је био један од зачетника који је увео нагнуте верзале како би их придружио курзивном куренту и створио је курзивно писмо у хармоничном односу са усправним.
Постоји много случајева са изузетно креативним људима, да се у једном тренутку њихов дух ослободи под утицајем других људи, у Гарамондовом случају, катализатор је био Жофроа Тори. Он је био “типични ренесансни учењак”, свестраног духа. Био је учитељ филозофије, али такође је временом развио и љубав према типографији и графичким вештинама. То се показало у његовим бројним експериментима у гравури, штампању и понекад у издаваштву. Тори је био пореклом из Француске , али је неколико година свог живота провео и у Италији. Овај боравак је темељно утицао на његов рад и филозофију. По повратку у Француску,Тори је почео да ради као књижар, гравер и штампар. “Тори је француској уметности донео топлину, равнотежу и хуманост.”
Клод Гарамонд је био један од најватренијих Торијевих наследника. Писма која је он створио пратила су антикву, која је као стил предњачила у Италији. Кроз незаобилазни таленат ове двојице дизајнера антиква је почела да замењује готицу која је била француска типографска норма. Да није било Гарамонда Французи би вероватно, као и Немци, све до 20. века читали готицу.

## Искошена слова
Прва типографска писма су била усправна: готско северне Европе и романско (антиква) у Италији. Није било курзива. Из рукописних облика развила су се курзивна писма, у почетку су ливена у металу из економских разлога. У ренесанси, људи који су трагали за знањем, могли су га добити путем штампаних књига, међутим, оне су то време још увек биле веома скупе и сложене па их нису сви могли приуштити. Баш из тог разлога издавачи су решили да изађу у сусрет будућим корисницима, почели су књиге да обликују на приступачнији начин. Прво се из „џепних књига“ почела избацивати орнаментика и илустрације, да би се касније дошло и до тога да су прављене књиге мањег формата како би се уштедео папир. 
Пошто су књиге биле смањене, морало се онда смањити и писмо што је довело до проблема са читљивошћу.Издавачи су онда на све начине покушавали да овим јефтинијим издањима врате читљивост, штампари су почели да лију слова заснована на калиграфским формама и пропорцијама, јер су заузимала мање места него традиционална усправна антиква.
Прави курзиви састојали су се од курентних слова: уколико су били потребни верзали, штампар их је узимао из сандука са усправним писмом у коме су били смештени.Гарамонд је, као и већина типографа тог времена правио курзивна писма за ова издања, међутим његови курзиви су имали одговарајуће нагнута верзална слова. Он није започео са тим, његове форме су биле изузетно лепе,толико да су значајно утицале на рад каснијих мајстора. 
Пре Гарамонда курзив и усправно писмо су били сматрани као одвојена писма типографског алата и имали су потпуно различиту сврху. Гарамонд је створио елегантна типографска писма у којима су сви делови: верзали, курент и курзивне варијанте уравнотежено дооприносили типографској целини. Због Клодове креативности и уважавања типографске целине, његови први курзиви изгледали су невероватно. У то време, Гарамонд је могао да примети велику разлику између својих финансија и финансија издавача за које је радио. Мислио је да би додатно могао зарађивати уколико би се поред ливења слова бавио и издаваштвом, Међутим, за покретање свега тога било му је потребно доста новца. Убрзо је пронашао пословног партнера који се звао Жан де Гањи (Jean de Gagny), који је био адвокат из Сорбоне. Он је обећао Гарамонду да ће му помоћи у остварењу тог плана, да уметник произведе “што је могуће ближу копију италичких слова Алдуса Мануцијуса” (Алдин италик био је најпопуларнији избор за књигу у Француској 16. века).
Гарамонд је пристао на све и његов пројекат се наставио. Два курзива су била изрезана и приказана њиховим потенцијалним сарадницима. Резултати су били успешни и 1544. Гарамонд је представио свој курзив Француском двору, на ком је добио трогодишња права на овај дизајн. Следеће године је објављена Гарамондова прва књига. Он је заједно са својим сарадницима из дао укупно пет књига. Но, он је ипак одустао од издавачке делатности 1546. године, након што је веома кратко уживао у свом финансијском успеху и у личном задовољству.

## Гарамонд традиција
Сматра се да је Клод Гарамонд основао прву комплетну словоливницу. Он је био први дизајнер који је обављао комплетан посао: цртао је слова, резао пунце и продавао слог произведен од њих. Гарамонд је и у овом послу имао врло мало финансијског успеха,умро је поседујући само нешто мало поред својих пунци, а након његове смрти 1561. његова жена је и њих морала да прода.
Клод Гарамонд лично није био много успешан, али његова писма била су славна. Убрзо су ушла у употребу и постала су веома популарна. Пронашла су свој пут до Холандије преко Кристофера Плантина, до Немачке преко Андре Вехела (Andre Wechel), а до Италије преко Гијома Ле Бе (Gulliame Le Be), који је био један од његових ученика. Многи су се надметали са Клодовим радом и копирали га широм Европе. У Француској је његов рад постао национални стил; његови оригинали инспирисали су стварање многих других писама. Неке од његових пунци су чак постали део изворне опреме Француске краљевске штампарије, коју је основао кардинал Ришеље (Richelleu) у Паризу скоро стотину година након Гарамондове смрти; Ришеље је употребљивао писмо које је познато као “Caracteres de l’ Universite” за штампање своје књиге “Les Principaux Poincts de la Foy Catollinque Defendus.” На овом писму засновани су многи модерни Гарамонди.
Један од првих, дизајн Мориса Фулера Бентона (Morris Fuller) за АТФ, 1919. године је имао скоро тренутан успех, затим су и друге словоливнице изнеле своје верзије рада. 1921. Фредерик Гауди (Goudi) употпунио је Гарамонт, сличан дизајн који је потекао са истог извора, за Ланстон Монотајп.
Енглеска компанија Монотајп пратила је Гарамонд, али са својом изведбом, која је такође била инспирисана истим. Још једном је Гарамондов рад био исплаћен и његови облици достигли су изванредну популарност. Међутим, 1926. године документован је чланак Пола Божона (Paul Beaujon) у часопису “The Fleuron” и установљено је да је рад Жана Жанона (Jean Janon), преко 80 година након Гарамондове смрти, био основа за ово поновно оживљавање овог стила. Жанон је био штампар и гравер пунци у Паризу. На почетку своје каријере сусрео се са Гарамондовим радом који је оставио веома јак утисак на њега. Почетком 17. века Жанонова интересовања за протестантизам довела су га у Седан, северно од Париза, где се запослио у Калвинистичкој академији. Имао је тешкоћа у набавци алата и материјала па је из тог разлога много тога направио сам. Слог је био један од тих алата. Након извесног времена, због неспоразума са властима у Седаму, вратио се у Париз. Понео је своје писмо и пунце и тамо је радио кратко пре него што су га протестантске склоности поново довеле у невољу. Морао је да напусти Париз, а власт му је запленила слог и пунце. Сматра се да су доспели до Француске националне штампарије, а тамо их је користио Ришеље. Слова су касније смештена у архив штампарије, где су била скривена преко два века.
Поново су откривена 1845. и преузета су за употребу у Француској националној штампарији, која је, две године касније, штампала две књиге као узорке овог писма преписујући га Гарамонду. Крајем 19. века, директор штампарије проучавао је дате податке и материјал и прогласио да је ово писмо Клода Гарамонда.

## Гарамонд стил
Чланак у Флерону је мало утицао на Жанон-Гарамонд писма. Заправо су постала толико позната да су и друге словоливнице понављале стил: Интертајп 1927, Маргенталер Линотип 1936, Монотајп 1938. Линотип верзија је названа Garamond No.3, а Монотајпова American Garamond, да би се разликовали од ранијих облика.
Током временског периода од пет година ИТЦ издао је велику фамилију Гарамонда која се састојала од 16 облика. Овај последњи допринос Гарамонду затворио је круг овог дизајнерског концепта. ИТЦ Гарамонд створен је као хармонична фамилија писама у којој су све варијације хармонични учесници.
Писма незадовољног дизајнера, који је умро у беди и сиромаштву, утичу на стварање бројних фамилија типографских писама која носе његово име. Те верзије се сматрају као најпопуларнији стилови типографског писма у последњих 75 година.
Гарамонд је заслужан за промоцију данашњих стандардау развоју фамилије писама, а типографска заједница добила је једно од најелегантнијих писама икада.

## Галерија слика
- Мали текст, креација Гарамонда
- Страница сложена писмом Grec du Roi
- Оригинални пунци
- Гарамонд стил - италик